# Stapfl
Stapfl war eine Einöde im Landkreis Passau, die heute mit Rehschaln in der Gemeinde Fürstenzell verbunden ist.
Die Lage von Stapfl entspricht dem heutigen Anwesen Rehschaln 157 auf einem sanften Westhang westlich von Rehschaln auf der Gemarkung Altenmarkt.
Stapfl war ein Ort der aufgelösten Gemeinde Altenmarkt.